# Frico
Frico là một món ăn truyền thống từ vùng Carnia của nước Ý, được chế biến từ một món ăn địa phương có tên là pho mát Montasio. Có hai phiên bản bao gồm Frico friabile, một món ăn vặt giòn làm từ pho mát được chiên trong dầu ô liu cho đến khi giòn và món Frico morbido nổi tiếng hơn, loại mềm, kết hợp pho mát với khoai tây và hành tây trong một chiếc bánh kếp nướng hoặc chiên cho đến khi nó chuyển sang vàng và giòn ở cả hai mặt.

## Lịch sử
Những công thức đầu tiên về món frico có từ giữa thế kỷ 15, khi Martino da Como, đầu bếp của tộc trưởng Aquileia vào thời điểm đó, đã viết công thức này trong cuốn sách “De Arte Coquinaria”.

## Các phiên bản

### Frico friabile
Loại frico này được làm đơn giản chỉ với pho mát, nấu chín trong một ít dầu ô liu nguyên chất cho đến khi giòn và thường được dùng như một món ăn nhẹ hoặc được tạo hình thành những chiếc giỏ để chứa thức ăn khác.

### Frico morbido
Món này bao gồm hỗn hợp khoai tây, hành tây, gia vị và phô mai với các phần bằng nhau được nấu trong chảo cho đến khi cả hai mặt đều giòn và có màu nâu và nhìn có vẻ khá giống với món Frittata.